# 中春路駅
中春路駅（ちゅうしゅんろ-えき）は中華人民共和国上海市閔行区に位置する上海地下鉄9号線の駅である。

## 歴史
- 2007年12月29日：9号線の駅として開業。
- 2024年12月27日：機場連絡線の開業により、乗り換え駅となる[1]。

## 駅構造
- 島式・相対式ホーム2面3線の地下駅。ホームドア設置駅。

## 隣の駅
上海軌道交通
■ 9号線
九亭駅 - 中春路駅 - 七宝駅
機場聯絡線
大駅車（快速）
通過
各駅停車
虹橋2号航站楼駅 - 中春路駅 - 景洪路駅